# Andouillé-Neuville
Andouillé-Neuville é uma comuna francesa na região administrativa da Bretanha, no departamento Ille-et-Vilaine. Estende-se por uma área de 12,44 km². Em 2010 a comuna tinha 925 habitantes (densidade: 74,4 hab./km²).